# Tarnay Alajos
Tarnay Alajos (eredeti nevén Taczman Alajos) (Jászberény, 1870. október 22. – Budapest, Ferencváros, 1933. február 26.) zongoraművész, zeneszerző, „dalköltő”, zeneművészeti főiskolai tanár.
Kora legkeresettebb zongorakísérője volt. Részben Berényi Lajos álnéven komponált népies műdalai népszerűek voltak a 19.–20. század fordulóján.

## Életpályája
Tarnay Alajos és Mertse Ilona fia. Családja redemptus földbirtokos volt, a Taczmanok/Tarnayk fontos szerepet töltöttek be a Jászság életében.
Már kisgyermekként alapos zenei képzést kapott. Iskoláit szülővárosában kezdte, majd a Váci Piarista Gimnáziumban folytatta. 1888-ban lett a Zeneakadémián Gobbi Henrik és Chován Kálmán növendéke. Bécsben képezte tovább magát.
Az 1900-as évek elejétől élt Budapesten. A Fodor Zeneiskolában, majd 1907-től a Zeneakadémián zongorát tanított melléktárgyként.
Kodály Zoltán az ellene 1920-ban indított fegyelmi eljárásban így jellemezte:
Köztudomású, nem tartatik komoly embernek, kinek véleménye nem olyan, hogy elsősorban figyelembe vétessék. Ez a közfelfogás róla, amit osztani voltam kénytelen. [...] Az egész viselkedése előttem gyerekesnek látszott.
Zeneszerzőként főleg magyaros műdalokat írt zömmel Endrődi Sándor, Falu Tamás, Farkas Imre, Heltai Jenő, Petőfi Sándor, Szép Ernő verseire. Több zongoradarabja is megjelent.
Halálát agyi érelmeszesedés okozta. Halála után a Kerepesi temetőben, majd Jászberényben is felravatalozták mielőtt koporsóját a jászberényi Fehértói temető családi sírhelyébe hantolták volna.

## Nyomtatásban megjelent művei

### Daloskönyvek
- Mesék (Farkas Imre verseire; Budapest, 1905)
- Estefelé (Falu Tamás verseire, Budapest, 1921)
- Új dalok I.–VIII. (Budapest, 1907–)

Számtalan dal gyűjteményekben és folyóiratokban.

### Könyv
- Régi világ, régi emberek (Budapest, 1931).

## Emlékezete
- Jászberényi gimnáziuma falán már 1937-ben emléktáblát avattak tiszteletére.[8] A városban utca viseli a nevét. 2008-ban a Jász Múzeumban életét bemutató kiállítás és emlékest volt. 2017 óta a helyi Palotásy János Zeneiskola Tarnay Alajosról elnevezett országos zongoraversenyt rendez.
- Tarnay Alajos a főszereplője Móra Ferenc Költő kerestetik című elbeszélésének (megjelent az író Göröngykeresés című kötetében).